# 源生
源 生（みなもと の いける/なる）は、平安時代初期から前期にかけての公卿。嵯峨天皇の皇子（第九源氏）。官位は正四位下・参議。

## 経歴
承和5年（838年）无位から従四位上に直叙される。承和10年（843年）加賀守任ぜられると、承和12年（845年）備後守、嘉祥3年（850年）山城守と仁明朝後半に地方官を歴任する。文徳朝では、嘉祥4年（851年）左京大夫、斉衡2年（855年）治部卿と京官を歴任し、この間に美作守も兼ねている。
天安2年（858年）清和天皇の即位に伴って正四位下に昇る。貞観2年（860年）大蔵卿を経て、貞観6年（864年）参議に任ぜられて公卿に列す。議政官として引き続き大蔵卿を兼ね、貞観11年（869年）には兼職が右衛門督に遷った。
貞観14年（872年）数ヶ月に亘って病に伏し（一説では眼病）て遂には落髪して僧侶となり、8月2日に卒去。享年52。最終官位は参議正四位下。

## 官歴
注記のないものは『六国史』による。
- 承和5年（838年） 11月29日：従四位上（直叙）
- 承和10年（843年） 正月12日：加賀守
- 承和12年（845年） 正月11日：備後守
- 嘉祥3年（850年） 日付不詳：山城守[1]
- 嘉祥4年（851年） 2月8日：左京大夫。4月1日：出居侍従
- 仁寿4年（854年） 正月16日：兼美作守
- 斉衡2年（855年） 2月：治部卿[1]
- 天安2年（858年） 11月7日：正四位下
- 貞観2年（860年） 2月14日：大蔵卿
- 貞観3年（861年） 正月13日：兼筑前権守
- 貞観4年（862年） 正月13日：兼讃岐権守
- 貞観6年（864年） 正月16日：参議、大蔵卿讃岐権守如元
- 貞観9年（867年） 正月12日：兼相模守
- 貞観10年（868年） 正月16日：兼讃岐権守
- 貞観11年（869年） 2月16日：右衛門督、讃岐守如元
- 貞観14年（872年） 7月24日：罷右衛門督（抗表）。8月2日：薨去（参議正四位下）

## 系譜
『尊卑分脈』による。
- 父：嵯峨天皇
- 母：笠継子 - 笠縫[3]の娘
- 生母不明の子女
  - 男子：源加
  - 男子：源見